# Nagrada i kazna
Nagrada i kazna är Indira Radićs första studioalbum som släpptes via Diskos och med bandet Južni Vetar år 1992.

## Låtlista
1. Daj mi obečanje (Ge mig ett löfte)
2. I ti tiho ode (Och du går tyst)
3. Suze moje (Mina tårar)
4. Čudna igra (Ett märkligt spel)
5. Nagrada i kazna (Belöning och bestraffning)
6. Iskreno mi kaži (Ärligt berätta)
7. Hej, zašto da ne (Hej, varför inte?)
8. Pamtimo ono veče (Kom ihåg att natten)

### Fotnoter
1. ↑  ”Nagrade i kazna”. Discogs. http://www.discogs.com/Indira-Radi%C4%87-i-Ju%C5%BEni-Vetar-Nagrada-I-Kazna/release/2327865. Läst 23 mars 2013.